# Neanthidium octodentatum
Neanthidium octodentatum là một loài ong trong họ Megachilidae. Loài này được Pérez miêu tả khoa học đầu tiên năm 1895.